# HFX Wanderers Football Club
El HFX Wanderers Football Club es un equipo de fútbol de Canadá con sede en Halifax, Nueva Escocia. Fue fundado en 2018 y disputa sus partidos de local en el Wanderers Grounds. Participa en la Canadian Premier League desde 2019.

## Historia
En diciembre del 2016, Derek Martin sostuvo conversaciones con los directivos de la futura Liga Premier Canadiense para la posibilidad de tener un equipo en  Halifax. En marzo del 2017, puso la idea del estadio ante las autoridades del municipio de aquella ciudad, y contando con la aprobación del recinto en tres meses después. 
El 5 de mayo de 2018, la Asociación Canadiense de Fútbol aceptó la creación del HFX Wanderers FC como equipo profesional. Más tarde, el 25 de mayo de 2018, fue aprobado el ingreso del club a la Canadian Premier League, como un miembro más para el nuevo torneo.

## Uniforme
- Uniforme titular: Camiseta azul marino, pantalón azul marino y medias azules marino.
- Uniforme alternativo: Camiseta celeste, pantalón blanco y medias celestes.

### Indumentaria y patrocinador
| Período       | Proveedor |
| ------------- | --------- |
| 2018-presente | Macron    |

| Período         | Patrocinador |
| --------------- | ------------ |
| 2018 – Presente | Volkswagen   |

## Estadio

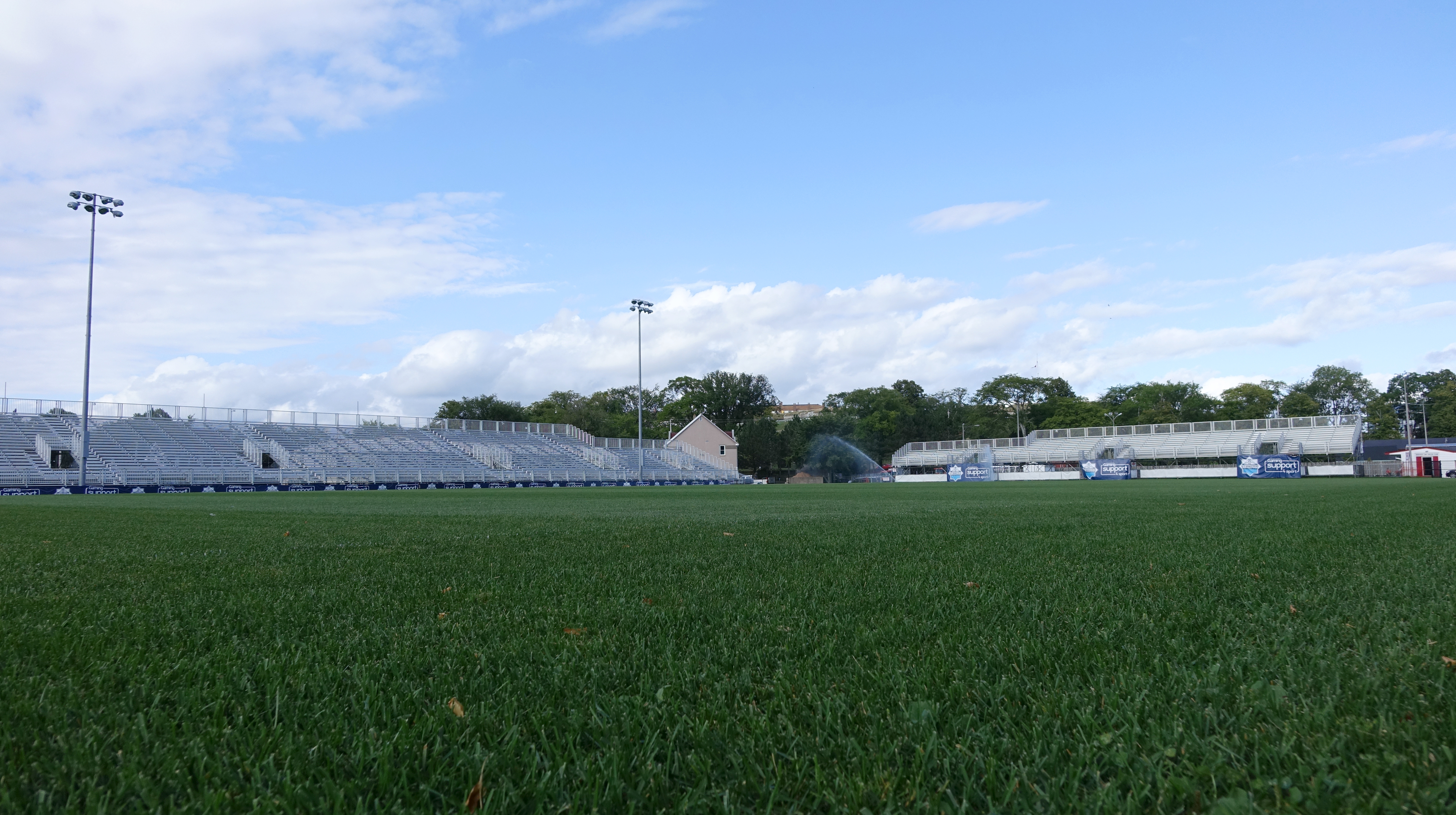
Wanderers Grounds.

El equipo juega sus partidos de local en el Wanderers Grounds, que cuenta una capacidad para 6.200 espectadores. También, este estadio ha sido usado para encuentros de béisbol, rugby, críquet, fútbol, entre otros.

## Jugadores

### Mercado de transferencias
| Altas                | Altas         | Altas                | Altas    | Altas    | Altas    | Altas    |
| Jugador              | Posición      | Procedencia          | Tipo     |          |          |          |
| Invierno             | Invierno      | Invierno             | Invierno | Invierno | Invierno | Invierno |
| -------------------- | ------------- | -------------------- | -------- | -------- | -------- | -------- |
| Jan-Michael Williams | Portero       | Sacachispas          | Libre.   |          |          |          |
| Christian Oxner      | Portero       | Saint Mary's Huskies | Libre.   |          |          |          |
| Elton John           | Defensa       | Queen's Park         | Libre.   |          |          |          |
| Chakib Hocine        | Defensa       | Ekenäs               | Libre.   |          |          |          |
| Chrisnovic N'sa      | Defensa       | Montreal Impact      | Libre.   |          |          |          |
| Nzdemdzela Langwa    | Defensa       | Socuéllamos          | Libre.   |          |          |          |
| Zachary Sukunda      | Defensa       | Northcote City       | Libre.   |          |          |          |
| Alex De Carolis      | Defensa       | Umeå                 | Libre.   |          |          |          |
| Andre Rampersad      | Mediocampista | Santa Rosa           | Libre.   |          |          |          |
| Scott Firth          | Mediocampista | Suburban             | Libre.   |          |          |          |
| Elliot Simmons       | Mediocampista | Dalkurd              | Libre.   |          |          |          |
| Kouamé Outtara       | Mediocampista | Dieppe               | Libre.   |          |          |          |
| Kadoi Iida           | Mediocampista | Washington Premier   | Libre.   |          |          |          |
| Juan Diego Gutiérrez | Mediocampista | Sport Rosario        | Libre.   |          |          |          |
| Akeem García         | Delantero     | Santa Rosa           | Libre.   |          |          |          |
| Vincent Lamy         | Delantero     | Montreal Impact      | Libre.   |          |          |          |
| Luis Alberto Perea   | Delantero     | La Equidad           | Libre.   |          |          |          |
| Verano               |               |                      |          |          |          |          |
| Bandera de ?         |               | Bandera de ?         |          |          |          |          |

| Bajas        | Bajas    | Bajas        | Bajas    | Bajas    | Bajas    | Bajas    |
| Jugador      | Posición | Destino      | Tipo     |          |          |          |
| Invierno     | Invierno | Invierno     | Invierno | Invierno | Invierno | Invierno |
| ------------ | -------- | ------------ | -------- | -------- | -------- | -------- |
| Bandera de ? |          | Bandera de ? |          |          |          |          |
| Verano       |          |              |          |          |          |          |
| Bandera de ? |          | Bandera de ? |          |          |          |          |

- Actualizado el 27 de febrero de 2019

### Draft 2018
| N.º | Nac.                | Nombre          | Posición | Edad    | Procedencia          |
| --- | ------------------- | --------------- | -------- | ------- | -------------------- |
|     | Bandera de Canadá   | Christian Oxner | Portero  | 31 años | Saint Mary's Huskies |
|     | Bandera de Alemania | Peter Schaale   | Defensa  | 28 años | CBU Capers           |
|     | Bandera de Francia  | André Bona      | Defensa  | 34 años | UQAM Citadins        |

## Entrenadores

### Cronología de los entrenadores
- Stephen Hart (2018-2022)
- Patrice Gheisar (2022-presente)